# Віржіні Жиро
Віржіні Жиро (англ. Virginie Girod) — історик і колумніст, спеціалізується на історії жінок і сексуальності.

## Біографія
Віржіні Жиро народилася 22 вересня 1983 року в Ріє-ла-Пап. Там вона навчалася в середній школі Альбера Камю з 1998 по 2000.
Вивчати історію почала в Університеті імені Жана Мулена Ліон 3 (2000-2005), продовжила — в Університеті Париж IV Сорбонна (2005-2011).
У 2011, під курівництвом Яна Лебоєка та Жиля Сорона, захистила дисертацію 3-го циклу на тему «Жіночий еротизм у Римі, Лаціумі та Кампанії, при Юліях-Клавдіях та Флавіанах: дослідження в галузі соціальної історії».
З 2014 по 2016 роки Віржіні Жиро викладала римську історію в Каннському народному університеті.
З вересня 2018 викладає курси з Стародавнього Риму в Університеті Париж Дідро в рамках відкритого університету.
Вона бере участь у численних журналах, таких як Lire, Le Point, Civilizations и Historia

## Радіо
З 2017 по 2019 рік разом із Кристофон Діке брала участь у програмах на Storiavoce, вебрадіо, присвяченому виключно історії.
З 2019 до 2021 року Віржіні  веде нічну програму Histoires Intimes, під час якої відповідає на запитання слухачів у супроводі запрошених терапевтів.
У вересні 2021 приєдналася до команди щотижневого шоу Entre dans l'histoire на каналі RTL. При цьому вона регулярно виступає на цьому радіо як історичний оглядач.
З вересня 2022 року Віржіні веде програму Au coeur de i l'histoire, що випускається Europe 1 і доступна у форматі подкасту 
В той самий час, кожні два тижні вона веде колонку під назвою Мої предки в різних епохах у шоу Historiquement vôtre разом зі Стефаном Берном.

## Телебачення

### Шоу «Таємниці історії»
Як фахівець з античності, історії жінок та сексуальності, регулярно співпрацює як експерт у програмі Secrets d'histoire на телеканалі France 3. Зокрема, брала участь у програмах, присвячених греко-римській (Юлій Цезар, Агрипіна, Олександр Македонський, Нерон) та давньоєгипетській історії (Клеопатра, Нефертіті).

### Інші шоу
Вона також з'являється у кількох документальних фільмах, присвячених Стародавньому Риму, таких як «Життя гладіаторів», показане на каналі France 4.
У жовтні 2019 з'явилася у програмі Stupefiant на France 5 під час випуску, присвяченого історії проституції у Франції.

## Публікації
- Les femmes et le sexe dans la Rome Antique (фр.). Paris: Tallandier. 2013. с. 364. ISBN 979-10-210-0115-2.
- Agrippine, sexe, crimes et pouvoir dans la Rome impériale (фр.). Paris: Tallandier. 2015. с. 299. ISBN 979-10-210-0491-7.[9]
- Théodora, prostituée et impératrice de Byzance (фр.). Paris: Tallandier. 2018. с. 300. ISBN 979-10-210-1822-8.[10][11]
- Une matrice: la cour romaine du Haut-Empire à l'Antiquité tardive, dans Histoire mondiale des cours de l'Antiquité à nos jours, sous la direction de Victor Battaggion et de Thierry Sarmant, Paris, Perrin, 2019. Prix Michelet 2019
- La véritable histoire des douze Césars (фр.). Paris: Perrin. 2019. с. 412. ISBN 978-2-262-07438-8.
- Liane de Pougy, Mémoires d'une grande horizontale. Mes cahiers bleus, Préface de Virginie Girod, Paris, Nouveau monde, 2021